# Equity (derecho)
La equidad es un cuerpo legal particular que se desarrolló en la  Corte de Cancillería inglesa. Existe en el derecho interno, tanto en el derecho civil como en los sistemas de  common law, y en el derecho internacional. La tradición de la equidad se inicia en la antigüedad con los escritos de Aristóteles (epieikeia) y con el derecho romano (aequitas). Posteriormente, en los sistemas de derecho civil, la equidad se integró en las normas legales, mientras que en los sistemas de derecho consuetudinario se convirtió en un cuerpo legal independiente.

## Equidad en las jurisdicciones de derecho común (general)

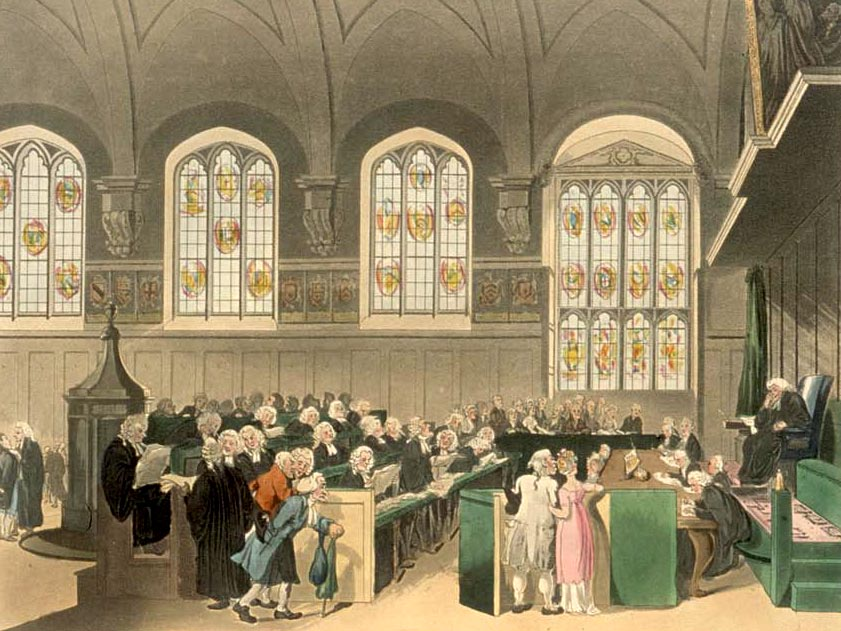
The Court of Chancery, Londres, a principios del siglo XIX

En los países que aplican el derecho consuetudinario, se denomina equity al cuerpo de leyes que fue desarrollado por el Tribunal de Cancillería (Court of Chancery) y que en la actualidad es administrado conjuntamente con el derecho consuetudinario. El derecho consuetudinario se entiende en este contexto en un sentido estricto, refiriéndose al cuerpo de derecho desarrollado principalmente en los tribunales superiores del Tribunal de Primera Instancia de Inglaterra.
En los países con derecho consuetudinario, la palabra "equity" no es sinónimo de equidad general o justicia natural, sino que se refiere a un conjunto particular de reglas resultantes de un sistema especial de tribunales. Durante gran parte de su historia, el derecho consuetudinario inglés se ha desarrollado y administrado principalmente en las cortes reales centrales: la «Corte del Banco del Rey» y la «Hacienda». Equity fue el nombre que se le dio a la ley que era administrada por el «Tribunal de Cancillería». Las leyes que reformaron el poder judicial en la década de 1870 llevaron a cabo una fusión procesal de los dos cuerpos legales, poniendo fin a su separación institucional.
Sin embargo, las reformas no dieron como resultado una fusión sustancial. El razonamiento judicial o académico que asume lo contrario ha sido descrito como un “error de fusión”.
Los países que heredaron el sistema de derecho consuetudinario difieren en su tratamiento actual del equity. Durante el siglo XX, algunos sistemas de derecho consuetudinario comenzaron a centrarse menos en la historia o el origen institucional de derecho sustantivo. En Inglaterra y Gales, Australia, Nueva Zelanda y Canadá, el equity sigue siendo un cuerpo legal separado. El equity moderno incluye, entre otros:
- La ley de fideicomisos expresos, fideicomisos resultantes y fideicomisos constructivos;
- La ley de obligaciones fiduciarias;
- La doctrina de los actos propios en equity (incluido la Doctrina de los actos propios promisoria y de propiedad);
- Reparación contra sanciones y reparación contra decomiso;[7]
- Las doctrinas de contribución, subrogación y ordenamiento ;
- Compensación justa

Durante las estribaciones del siglo XX se vio un aumento en el debate acerca de la utilidad del tratamiento del equity como un cuerpo separado de la ley. Estos debates se han denominado “guerras de fusión”. Un punto particular de controversia en este debate ha girado en torno al concepto de enriquecimiento injusto y si las áreas del derecho tradicionalmente consideradas justas podrían racionalizarse bajo un solo cuerpo de ley llamado derecho inglés sobre enriquecimiento injusto.

### Historia de la equidad en las jurisdicciones de common law
Después de la conquista normanda de Inglaterra en el siglo XI, la justicia real pasó a ser administrada en tres tribunales centrales: el «Tribunal del Banco del Rey» (Court of King's Bench), el «Tribunal de Causas Comunes» (Court of Common Pleas) y el «Tesoro Público» (Exchequer). El derecho consuetudinario se desarrolló en estos tribunales reales, que fueron creados por la autoridad del Rey, y cuya jurisdicción sobre las disputas entre los súbditos del Rey se basaba en la orden judicial del Rey.  Inicialmente, una orden era probablemente una orden vaga del demandante para hacer lo correcto, y generalmente era una orden de gracia, emitida por voluntad del Rey.
Durante los siglos XII y XIII, el procedimiento por escrito evolucionó gradualmente hacia algo mucho más rígido. Todos los escritos para iniciar acciones tenían que ser adquiridos por los litigantes de la Cancillería , cuyo jefe era el Lord Canciller. Después de que los autos comenzaron a ser más específicos y creativos (en términos de la reparación buscada), el Parlamento respondió en 1258 al establecer en las Disposiciones de Oxford que el Canciller ya no podía crear nuevos autos sin el permiso del Rey y el Consejo del Rey. (la curia regis ). De conformidad con dicha autorización, los litigantes podían comprar ciertos writs de cursu enumerados(como cuestión de rutina) que más tarde se conoció como writs ex debito justitiae (como cuestión de derecho). Cada uno de estos autos se asoció con circunstancias particulares y condujo a un tipo particular de juicio. El procedimiento en los tribunales de derecho consuetudinario se centró estrictamente en la forma de acción (el procedimiento particular autorizado por una orden judicial particular para hacer cumplir un derecho sustantivo particular), en lugar de lo que los abogados modernos ahora llamarían la causa de la acción (el procedimiento sustantivo subyacente). derecho de ejecución).
Debido a que el sistema de autos se limitaba a autos enumerados por aciertos y errores enumerados, a veces producía resultados injustos. Por lo tanto, aunque el King's Bench tenga jurisdicción sobre un caso y pueda tener el poder de dictar la orden judicial perfecta, el demandante aún podría no tener un caso si no hubiera una sola forma de acción que los combinara. A falta de un recurso legal, la única opción del demandante sería presentar una petición al Rey.
Los litigantes comenzaron a buscar alivio contra los juicios injustos de los tribunales de derecho consuetudinario mediante peticiones al Rey. Inicialmente, tales peticiones fueron procesadas por el Consejo del Rey, que en sí mismo estaba bastante sobrecargado de trabajo, y el Consejo comenzó a delegar la audiencia de tales peticiones al Lord Canciller. Esta delegación a menudo se justifica por el hecho de que el Lord Canciller era literalmente el Guardián de la Conciencia del Rey, aunque Francis Palgrave argumentó que la delegación fue impulsada inicialmente por preocupaciones prácticas y la justificación moral vino después. En el siglo XIV, parece que la Cancillería funcionaba como un tribunal, otorgando remedios para los cuales los estrictos procedimientos del derecho consuetudinario eran injustos o no proporcionaban remedio a un demandante que lo merecía. Los cancilleres a menudo tenían formación teológica y clerical y estaban bien versados en derecho romano y derecho canónico.  Durante esta época, el concepto romano de aequitas influyó en el desarrollo del concepto inglés de equidad claramente diferente pero relacionado: La equidad administrada por los primeros cancilleres ingleses... [fue] confesadamente tomada de la aequitas y los poderes judiciales de los magistrados romanos. Hacia el siglo XV se reconoce claramente el poder judicial de la Cancillería.
La equidad, como cuerpo de reglas, varió mucho de canciller a canciller, hasta finales del siglo XVI. Debido a que los primeros cancilleres carecían de capacitación legal formal en la tradición del derecho consuetudinario y mostraban poca consideración por los precedentes, sus decisiones a menudo eran muy diversas. En 1529, un abogado, Sir Tomás Moro , fue nombrado canciller, lo que marcó el comienzo de una nueva era. Después de este tiempo, todos los futuros cancilleres fueron abogados. Comenzando alrededor de 1557, los registros de los procedimientos en el Tribunal de Cancillería se mantuvieron regularmente, se desarrollaron varias doctrinas equitativas y la equidad comenzó a evolucionar hacia un sistema de precedentes como su primo del derecho consuetudinario. Con el tiempo, la jurisprudencia de equidad se convertiría gradualmente en uncuerpo de derecho equitativo, tan complejo, doctrinal y obsesionado por las reglas como lo fue alguna vez el common law.
La cancillería siguió siendo objeto de extensas críticas, la más famosa de las cuales fue el aforismo del jurista del siglo XVII John Selden :

La equidad es una cosa pícara: para la ley tenemos una medida, sabemos en qué confiar; la equidad es conforme a la conciencia del que es Canciller, y como ésta es mayor o menor, así es la equidad. Todo es como si fueran a hacer el estandarte de la medida que llamamos pie, un pie de Canciller; ¿Qué medida incierta sería esta? Un Canciller tiene un pie largo, otro un pie corto, un tercero un pie indiferente: es lo mismo en la conciencia de un Canciller.

Una crítica a la práctica de la Cancillería tal como se desarrolló a principios del período medieval fue que carecía de reglas fijas y que el Lord Canciller ejercía una discreción ilimitada. El contraargumento fue que la equidad mitigaba el rigor del derecho consuetudinario al buscar la sustancia en lugar de la forma.
Los litigantes irían a 'comprar jurisdicción' y, a menudo, buscarían una orden judicial equitativa que prohibiera la ejecución de una orden judicial de derecho consuetudinario. La pena por desobedecer un mandato equitativo y hacer cumplir una sentencia de derecho consuetudinario inadmisible era prisión.
El Presidente del Tribunal Supremo del Banco del Rey, Sir Edward Coke, inició la práctica de emitir autos de hábeas corpus que requerían la liberación de las personas encarceladas por desacato a las órdenes de la cancillería.
Esta tensión llegó a su clímax en el caso del conde de Oxford (1615), donde supuestamente se obtuvo mediante fraude una sentencia del presidente del Tribunal Supremo Coke. El Lord Canciller, Lord Ellesmere , emitió una orden judicial de la Cancillería que prohibía la aplicación de la orden de derecho consuetudinario. Los dos tribunales quedaron estancados y el asunto finalmente se remitió al Fiscal General, Sir Francis Bacon. Sir Francis, por autoridad del rey Jaime I , confirmó el uso del mandato equitativo y concluyó que en caso de conflicto entre el derecho consuetudinario y la equidad, prevalecería la equidad. La primacía de la equidad en Inglaterra se consagró más tarde en las Leyes de la Judicatura de la década de 1870, que también sirvieron para fusionar los tribunales de equidad y el derecho consuetudinario (aunque enfáticamente no los sistemas mismos) en un sistema judicial unificado.

## En Escocia
Los tribunales de Escocia nunca han reconocido una división entre el derecho consuetudinario normal y la equidad y, como tal, el Tribunal de Sesión (el tribunal civil supremo de Escocia) ha ejercido una jurisdicción equitativa e inherente y ha denominado nobile officium. El nobile officium permite a la Corte proporcionar un recurso legal cuando el estatuto o el derecho consuetudinario no dicen nada, y evitar errores en el procedimiento o la práctica que conducirían a una injusticia. El ejercicio de esta facultad está limitado por la observancia del precedente y cuando la legislación o el common law ya especifican el remedio pertinente. Por lo tanto, la Corte no puede dejar de lado una facultad legal, pero puede ocuparse de situaciones en las que la ley no dice nada o en las que hay una omisión en la ley. Esta omisión a veces se denomina casus improvisus.

## En India
En la India, la doctrina de la equidad del common law se había seguido tradicionalmente incluso después de que se independizara la India del Reino Unido en 1947. Sin embargo, en 1963, el Parlamento de la India aprobó la Ley de Ayuda Específica siguiendo la recomendación de la Comisión Jurídica de la India y derogando la anterior "Ley de Ayuda Específica". Ley de Ayuda" de 1877. Según la Ley de 1963, la mayoría de los conceptos sobre equity fueron codificados y convertidos en derechos legales, poniendo así fin al papel discrecional de los tribunales para otorgar reparaciones sobre equities.